# Minori Satō
Minori Satō (佐藤 穣?, Satō Minori; Maebashi, 2 marzo 1991) è un ex calciatore giapponese, di ruolo centrocampista.

## Carriera
Ha giocato nella massima serie dei campionati lituano, bielorusso, uzbeko e qatariota.

## Palmarès

### Club

#### Competizioni nazionali
- 1. Līga: 1

Gulbene: 2010
- Coppa di Lettonia: 2

Ventspils: 2010-2011
Skonto: 2011-2012
- Supercoppa dell'Uzbekistan: 1

Bunyodkor: 2014